# Terranova (Vaasa)
Pour les articles homonymes, voir Terranova.
Terranova est une exposition de sciences naturelles qui fait partie du musée de l'Ostrobotnie à Vaasa en Finlande,.

## Histoire
Le mot latin «Terranova» désigne une nouvelle terre créée dans le Kvarken à la suite du rebond post-glacaire ayant provoqué une élévation annuelle de 9 mm. 
L'exposition Terranova s'est ouverte au public en 2002 en tant que collaboration entre le Musée de l'Ostrobothnie, le Metsähallitus et l'Association Ostrobothnia Australis.

## Description
Terranova présente la nature de la région du Kvarken et de Vaasa de l'ère glaciaire à nos jours. 
Le visiteur peut découvrir le phénomène du rebond post-glaciaire et de ses conséquences,  l'archipel de Kvarken et ses animaux avec tous ses sens; frapper un anneau, toucher un rocher vieux d'un milliard d'années, plonger dans un aquarium virtuel ou regarder des films sur la nature dans l'auditorium.